# Antonio Di Nardo
Antonio Di Nardo (Mugnano di Napoli, 23 luglio 1979) è un allenatore di calcio italiano, ex calciatore di ruolo attaccante.

## Carriera

### Club
Nel 1996 passa dal Napoli (dove non debuttò mai prima squadra) al Savoia, con cui fece il suo esordio in Serie C1 rimanendovi fino al 1999, ovvero quando i biancoscudati furono promossi in Serie B: tuttavia il ventenne Di Nardo non venne confermato in rosa. Per una stagione giocò quindi nel Giugliano, prima di trasferirsi in Serie C2 al Taranto, ottenendo la promozione al termine della sua prima stagione in terra pugliese. Coi tarantini inizia il campionato in Serie C1, ma a gennaio viene ceduto a titolo definitivo al Benevento, rimanendo comunque in categoria: qui disputa tre annate, fino a quando nel gennaio 2005 diventa un giocatore del Frosinone.
Dopo due mezze stagioni con i ciociari è mandato in prestito alla Pistoiese, segnando complessivamente 10 reti in 15 partite. A seguito di ciò, la dirigenza frusinate sceglie di tenerlo in rosa per il successivo campionato di serie B, categoria che nel frattempo era stata conquistata dai gialloblu laziali: nella stagione 2006-2007 avviene così il suo debutto nella serie cadetta.
Una volta terminata la stagione, il giocatore viene ceduto in comproprietà al Padova, scendendo così in Serie C1. Dopo una prima annata conclusa con il 6º posto finale, la promozione in Serie B che mancava da undici anni viene centrata al suo secondo anno di permanenza: infatti in quell'anno i patavini si qualificarono per i playoff arrivando in finale contro la Pro Patria. La partita di andata si concluse sullo 0-0, mentre fu proprio una doppietta firmata da Di Nardo a consegnare la promozione ai veneti, col risultato finale di 1-2. Nell'estate 2009 il Padova ne riscatta il cartellino dal Frosinone, con l'attaccante che poté così riassaporare la serie cadetta: all'esordio in campionato è subito protagonista segnando il gol-partita contro il Modena (1-0). Disputa una stagione da protagonista, che lo vede capocannoniere della squadra con 11 reti.
Nella stagione successiva, vista la concorrenza con Vantaggiato, Succi ed infine De Paula, il Padova lo schiera molto meno, partendo in sole tre occasioni dal primo minuto.
Il 26 agosto 2011 dopo quattro stagioni in biancoscudato passa al Cittadella a titolo definitivo. Fa il suo debutto in maglia granata il 5 ottobre nella partita vinta per (2-0) contro il Modena entrando al minuto 80' al posto di Robert Maah. Segna il primo gol il 15 ottobre nella partita vinta per (2-0) sul Grosseto.
Rimasto svincolato, il 30 luglio 2013 si trasferisce all'Ischia Isolaverde in Lega Pro Seconda Divisione firmando un contratto biennale. Debutta con i campani il 18 agosto 2013 in occasione della gara di Coppa Italia Lega Pro contro il Sorrento, aprendo le marcature al '10 della prima frazione di gioco. Fa il suo debutto in campionato alla prima giornata in casa del Messina venendo sostituito al '22 s.t. da Lorenzo Longo.
Il 27 gennaio 2014 torna tra i cadetti firmando un contratto di un anno con opzione di rinnovo in caso di salvezza con la Juve Stabia.
Il 24 settembre 2014 sottoscrive un contratto annuale con la Carrarese.
Rimasto svincolato, il 20 ottobre 2015 firma per il Chieti in Serie D; il 3 dicembre dello stesso anno dopo aver giocato 5 partite di campionato si svincola dalla squadra abruzzese.
Il 21 gennaio 2016 sottoscrive un contratto con la Frattese in Serie D.

## Statistiche

### Presenze e reti nei club
| Stagione          | Squadra           | Campionato        | Campionato | Campionato | Coppe nazionali | Coppe nazionali | Coppe nazionali | Coppe europee | Coppe europee | Coppe europee | Altre coppe | Altre coppe | Altre coppe | Totale | Totale |
| Stagione          | Squadra           | Comp              | Pres       | Reti       | Comp            | Pres            | Reti            | Comp          | Pres          | Reti          | Comp        | Pres        | Reti        | Pres   | Reti   |
| ----------------- | ----------------- | ----------------- | ---------- | ---------- | --------------- | --------------- | --------------- | ------------- | ------------- | ------------- | ----------- | ----------- | ----------- | ------ | ------ |
| 1996-1997         | Savoia            | C1                | 0          | 0          | CI-C            | 0               | 0               | -             | -             | -             | -           | -           | -           | 0      | 0      |
| 1997-1998         | Savoia            | C1                | 21         | 2          | CI+CI-C         | 0               | 0               | -             | -             | -             | -           | -           | -           | 21     | 2      |
| 1998-1999         | Savoia            | C1                | 13         | 0          | CI-C            | 0               | 0               | -             | -             | -             | -           | -           | -           | 13     | 0      |
| Totale Savoia     | Totale Savoia     | Totale Savoia     | 34         | 2          |                 | 0               | 0               |               | -             | -             |             | -           | -           | 34     | 2      |
| 1999-2000         | Giugliano         | C2                | 29         | 5          | CI-C            | 0               | 0               | -             | -             | -             | -           | -           | -           | 29     | 5      |
| 2000-2001         | Taranto           | C2                | 21         | 4          | CI-C            | -               | -               | -             | -             | -             | -           | -           | -           | 21     | 4      |
| 2001-gen. 2002    | Taranto           | C1                | 10         | 2          | CI-C            | 5               | 2               | -             | -             | -             | -           | -           | -           | 41     | 34     |
| Totale Taranto    | Totale Taranto    | Totale Taranto    | 31         | 6          |                 | 5               | 2               |               | -             | -             |             | -           | -           | 36     | 8      |
| gen.-giu. 2002    | Benevento         | C1                | 14         | 2          | CI-C            | -               | -               | -             | -             | -             | -           | -           | -           | 14     | 2      |
| 2002-2003         | Benevento         | C1                | 29         | 11         | CI-C            | 0               | 0               | -             | -             | -             | -           | -           | -           | 29     | 11     |
| 2003-2004         | Benevento         | C1                | 33+2       | 9          | CI-C            | 0               | 0               | -             | -             | -             | -           | -           | -           | 33     | 9      |
| 2004-gen. 2005    | Benevento         | C1                | 16         | 5          | CI-C            | 0               | 0               | -             | -             | -             | -           | -           | -           | 16     | 5      |
| Totale Benevento  | Totale Benevento  | Totale Benevento  | 91+2       | 27         |                 | 0               | 0               |               | -             | -             |             | -           | -           | 93     | 27     |
| gen.-giu. 2005    | Frosinone         | C1                | 11+2       | 2          | CI-C            | 6               | 0               | -             | -             | -             | -           | -           | -           | 19     | 2      |
| 2005-gen. 2006    | Frosinone         | C1                | 18         | 4          | CI+CI-C         | 0+2             | 2               | -             | -             | -             | -           | -           | -           | 20     | 6      |
| gen.-giu. 2006    | Pistoiese         | C1                | 15         | 10         | CI-C            | -               | -               | -             | -             | -             | -           | -           | -           | 15     | 10     |
| 2006-2007         | Frosinone         | B                 | 25         | 6          | CI              | 1               | 0               | -             | -             | -             | -           | -           | -           | 26     | 6      |
| Totale Frosinone  | Totale Frosinone  | Totale Frosinone  | 54+2       | 12         |                 | 9               | 2               |               | -             | -             |             | -           | -           | 65     | 14     |
| 2007-2008         | Padova            | C1                | 22         | 6          | CI-C            | 2               | 1               | -             | -             | -             | -           | -           | -           | 24     | 7      |
| 2008-2009         | Padova            | 1D                | 26+3       | 6+2        | CI+CI-LP        | 0+1             | 2               | -             | -             | -             | -           | -           | -           | 30     | 10     |
| 2009-2010         | Padova            | B                 | 37+2       | 11         | CI              | 1               | 0               | -             | -             | -             | -           | -           | -           | 40     | 11     |
| 2010-2011         | Padova            | B                 | 18+2       | 0          | CI              | 1               | 0               | -             | -             | -             | -           | -           | -           | 21     | 0      |
| Totale Padova     | Totale Padova     | Totale Padova     | 103+7      | 23+2       |                 | 5               | 3               |               | -             | -             |             | -           | -           | 115    | 28     |
| 2011-2012         | Cittadella        | B                 | 24         | 7          | CI              | -               | -               | -             | -             | -             | -           | -           | -           | 24     | 7      |
| 2012-2013         | Cittadella        | B                 | 19         | 7          | CI              | 0               | 0               | -             | -             | -             | -           | -           | -           | 19     | 7      |
| Totale Cittadella | Totale Cittadella | Totale Cittadella | 43         | 14         |                 | 0               | 0               |               | -             | -             |             | -           | -           | 43     | 14     |
| 2013-gen. 2014    | Ischia Isolaverde | 2D                | 14         | 1          | CI-LP           | 2               | 1               | -             | -             | -             | -           | -           | -           | 16     | 2      |
| gen.-giu. 2014    | Juve Stabia       | B                 | 6          | 1          | CI              | -               | -               | -             | -             | -             | -           | -           | -           | 6      | 1      |
| 2014-2015         | Carrarese         | LP                | 22         | 0          | CI-LP           | -               | -               | -             | -             | -             | -           | -           | -           | 22     | 0      |
| ott.-dic. 2015    | Chieti            | D                 | 5          | 0          | CI-D            | 1               | 1               | -             | -             | -             | -           | -           | -           | 6      | 1      |
| gen.-giu. 2016    | Frattese          | D                 | 10         | 0          | CI-D            | -               | -               | -             | -             | -             | -           | -           | -           | 10     | 0      |
| Totale carriera   | Totale carriera   | Totale carriera   | 466        | 102        |                 | 22              | 9               |               | -             | -             |             | -           | -           | 489    | 112    |

## Palmarès

### Giocatore
- Campionato italiano Serie C2: 1

Taranto: 2000-2001